# Игор Джоман
Игор Джоман (на френски език - Igor Djoman, роден на 1 май 1986 г.) е френски футболист, състезател на Локомотив (Горна Оряховица).

## Кариера
Джоман играе няколко години за резервите на Гингам, преди да премине в първия отбор. Дебютира в Лига 2 при загубата с 0:2 срещу Седан на 12 май 2006 г. Единствения си гол за Гингам отбелязва на 29 септември 2006 г. при загуба от Каен.
На 26 февруари 2013 г., Джоман е привлечен в Берое с договор за година и половина. Остава в Стара Загора до лятото на 2016 г. Записва 93 мача с 2 гола за Берое в А група.
След края на сезон 2015/16 Джоман не получава предложение от Берое за удължаване на договора и преминава като свободен агент в Локомотив (Горна Оряховица).